# 1991 у кіно

## Фільми

### США
- Голий пістолет 2½: Запах страху
- Мій власний штат Айдахо
- Термінатор 2: Судний день
- Мовчання ягнят

### Індія
- Городок

### УРСРі [[Файл:Flag of Ukraine.svg|border|25px]]Україна

#### Київська кіностудія імені Олександра Довженка
- Афганець
- Відьма
- Вінчання зі смертю
- Із житія Остапа Вишні (телефільм)
- Капітан Крокус і Таємниця маленьких змовників
- Охоронець
- Подарунок на іменини
- Пудель
- Снайпер
- Ціна голови

#### Укранімафільм
- Безтолковий вомбат
- Було скучно
- Заєць у людях
- Знайда
- Енеїда
- Кам'яні історії
- Капітан Туссі
- Колекція
- Котик та півник
- Крокодил
- Три Паньки на ярмарку
- Чому зникла шапка-невидимка

#### Укртелефільм
- Народний Малахій
- Мина Мазайло

#### Ялта-фільм
- Привиди зеленої кімнати

#### Інші кіностудії
- Розторгнення договору
- Останній бункер
- Гріх
- Любов. Смертельна гра...
- Побачення з батьком
- Обранець
- Чортів п'яниця
- СекСказка
- Сім днів з російською красунею
- Кисневий голод
- Джокер
- Вікно навпроти
- Особиста зброя
- Путана
- Мана
- Ніагара
- Родимка (телефільм)
- Усім нам смерть судилася зарання
- І чорт з нами
- Дорога в Парадіз
- Поле нашої пам'яті
- Голод—33
- Рок-н-рол для принцес
- Голгофа України
- Козаки йдуть
- Блукаючі зірки (2 серії)
- Танго смерті
- Зброя Зевса (телефільм)
- Креслата Україна
- Перший малюнок Кобзаря
- Поминання
- Сім днів після вбивства
- Прощавай, СРСР
- Пустеля
- Медовий місяць
- Креслата Україна
- Екстрасенс
- Обітниця
- Зірка шерифа
- Порт
- Нам дзвони не грали, коли ми вмирали
- Тримайся, козаче!
- Бухта смерті
- Господня риба
- Кур'єр на Схід
- Семиренки
- Українці, ми врятовані
- Вірний Руслан (Історія вартового собаки)
- Шамани Дархадської землі
- Кому вгору, кому вниз
- Диво в краю забуття
- Дім. Рідна земля
- Болотна стріт, або Засіб проти сексу
- Убити «Шакала»
- Три храми на моїй долоні...
- Ніч грішників
- Фольклор українського Закарпаття
- По кому в'язниця плаче...
- Якось в Одесі, або Як виїхати з СРСР
- Воскресіння мертвих
- Невиданий альбом
- Циники
- Заручниця (1990)
- Дійові особи
- Микола Куліш
- Тягар мовчання
- Ніч самогубця
- Бабин Яр: правда про трагедію
- Золото скіфів
- Невільний брат, невільниця сестра
- Небеса похмурі
- Павло Полуботок
- Поховання на другому поверсі
- Морський вовк
- Вічні цінності
- Я знімаю геніальний фільм
- Проєкт «Альфа»
- Люди з номерами
- Дрібниці
- Українці. Віра
- Українці. Надія
- Дике поле Дмитра Яворницького
- Господи, почуй молитву мою
- Дотик
- Жінка для всіх
- Постскриптум
- Суржик
- Танго смерті (Санаторійна зона)
- Прокинутись у Шанхаї
- Полтергейст-90
- Віктор Некрасов. На волі і вдома
- Поцілунок здаля
- Фанданго для мавпочки
- Зустріч з актрисою
- В той день, 30 червня 1908 року
- Вигнання бісів
- Капітан Крокус
- Дім. Рідна земля
- На Великдень у Криворівні
- За часів Гайсан-бея
- Вбивство з багатьма невідомими
- Карпатське золото
- Наш Лупашко
- Гомоніла Україна
- Собачі ворота
- Оголена в капелюсі
- Історія одного дому
- НЛО... з 1908 р.
- Усім нам смерть судилась зарання
- Ай лав ю, Петровичу!
- Завтра
- Сімнадцять лівих чобіт (телефільм)
- Америкен бой
- Феофанія, яка малює смерть
- Кров за кров
- Одіссея капітана Блада
- Два кроки до тиші
- Провінційний анекдот
- Становлення українського кіно
- Хрестоматія українського німого кіно
- Михайло Булгаков. Київські сни
- Любов моя сніжна
- Христос воскрес
- Самознищення
- Ізгой
- Смерть Івана Грозного
- Кравчук — сила позиції
- Поки ще живемо
- Таємниці Байкальського хребта
- Ми і автомобілі
- Невідомий Чорновіл
- Гість
- Місто на семи горбах
- Допінг для ангелів
- Поле нашої пам'яті
- Гніздо
- Серця трьох
- Мертві листи
- Шоста година останнього тижня кохання
- Вишневі ночі
- Біблія для дітей
- Післямова після «НП»
- Замовчуваний генерал

## Персоналії

### Народилися
- 17 лютого — Бонні Райт, британська акторка, відома головно завдяки ролі Джинні Візлі у «Гаррі Поттері».
- 5 березня —Ендрю Бернап, американський актор.
- 24 березня — Едуардо Касанова, іспанський актор, сценарист та кінорежисер.
- 9 квітня — Марина Вакт, французька акторка та модель.

### Померли

#### Січень
- 1 січня — Олевський Лев Борисович, український перекладач, актор.
- 20 січня — Луї Сеньє, французький театральний і кіноактор.
- 25 січня — Павлова Софія Афіногенівна, радянська російська акторка театру і кіно.

#### Лютий
- 10 лютого — Крижанівський Борис Миколайович, український кінодраматург, кінорежисер, кінокритик.
- 18 лютого — Шуркін Георгій Олександрович, український кінооператор.

#### Березень
- 3 березня — Якут Всеволод Семенович, радянський російський актор.

#### Квітень
- 1 квітня — Рина Зелена, російська радянська акторка театру і кіно.
- 16 квітня — Девід Лін, британський кінорежисер.

#### Травень
- 1 травня:
  - Мері Макаллистер, американська кіноакторка.
  - Річард Торп, американський кінорежисер, сценарист і актор.
- 4 травня — Лисик Євген Микитович, український художник.
- 18 травня — Ратманська Нехама Іцківна, українська режисерка монтажу.
- 24 травня — Пузирьов Юрій Миколайович, російський актор.

#### Червень
- 3 червня — Юферов Михайло Олександрович, український художник театру і кіно.
- 19 червня — Джин Артур, американська акторка.

#### Липень
- 3 липня — Завалишина Марія Семенівна, українська композиторка.
- 5 липня — Івашова Валентина Семенівна, українська акторка.
- 14 липня — Морозенко Павло Семенович, український актор.
- 19 липня — Медведєв Юрій Миколайович, радянський російський артист театру і кіно.
- 20 липня — Консовський Олексій Анатолійович, російський актор.
- 28 липня — Масоха Петро Омелянович, український актор.

#### Серпень
- 15 серпня — Кеворков Степан Агабекович, вірменський режисер.
- 16 серпня — Луїджі Дзампа, італійський кінорежисер та сценарист (нар. 1905).
- 25 серпня — Зарудний Микола Якович, український сценарист, письменник.
- 26 серпня — Строєва Віра Павлівна, російська режисерка, сценаристка.

#### Вересень
- 3 вересня — Френк Капра, американський кінорежисер і продюсер.
- 10 вересня — Романов Микола Якович, радянський актор театру і кіно.
- 13 вересня — Деряжний Олександр Сергійович, український кінооператор.
- 17 вересня — Гіцерот Наталія Максимілліанівна, радянська акторка.
- 25 вересня — Вівіан Романс, французька акторка (нар. 1912).

#### Жовтень
- 5 жовтня — Чернооченко Анатолій Васильович, український звукооператор.
- 11 жовтня — Сухаревська Лідія Петрівна, російська акторка.

#### Листопад
- 1 листопада — Канішевський Григорій Митрофанович, український актор, режисер (нар. 1912).
- 9 листопада — Ів Монтан, французький актор і шансоньє.
- 11 листопада — Лундишев Костянтин Володимирович, український режисер-документаліст.
- 17 листопада — Оболенський Леонід Леонідович, російський актор і режисер.
- 20 листопада — Свєчников Сергій Іванович, радянський, український актор.
- 22 листопада — Тадасі Імаї, японський кінорежисер (нар. 1912).
- 23 листопада — Клаус Кінскі, німецький театральний та кіноактор.
- 25 листопада — Левін Юхим Самуїлович, російський та український кінокритик.
- 29 листопада — Ральф Белламі, американський актор.
- 29 листопада — Натаров Борис Федорович

#### Грудень
- 10 грудня — Кудря Володимир Іванович, український кінооператор.
- 13 грудня — Гашинський Аркадій Євгенович, український радянський актор театру і кіно.
- 25 грудня — Ронінсон Готліб Михайлович, радянський російський актор театру і кіно.
- 26 грудня — Карновський Марко Ілліч, український кіноінженер.
- 30 грудня:
  - Симоненко Валентин Михайлович, український кінооператор.
  - Зимін Михайло Миколайович, радянський актор театру і кіно
- 31 грудня — Бєлов Юрій Андрійович, радянський актор театру і кіно.